# Santa Cruz de Paniagua
Santa Cruz de Paniagua ist ein spanischer Ort und eine Gemeinde (municipio) mit 286 Einwohnern (Stand: 2024) in der Provinz Cáceres in der autonomen Gemeinschaft Extremadura. Zur Gemeinde gehört neben dem Hauptort Santa Cruz de Paniagua die Ortschaft El Bronco.

## Lage und Klima
Santa Cruz de Paniagua liegt knapp 75 km (Fahrtstrecke) nördlich der Provinzhauptstadt Cáceres in einer Höhe von ca. 475 m.

## Bevölkerungsentwicklung
| Jahr      | 1900 | 1950 | 1970 | 1981 | 1991 | 2001 | 2011 | 2021 |
| Einwohner | 737  | 1060 | 730  | 615  | 529  | 439  | 307  | 297  |

## Wirtschaft
Die Landwirtschaft incl. der Viehzucht (ganadería) bildet die Wirtschaftsgrundlage der Gemeinde; infolgedessen haben sich einige kleinere verarbeitende Betriebe angesiedelt.

## Sehenswürdigkeiten

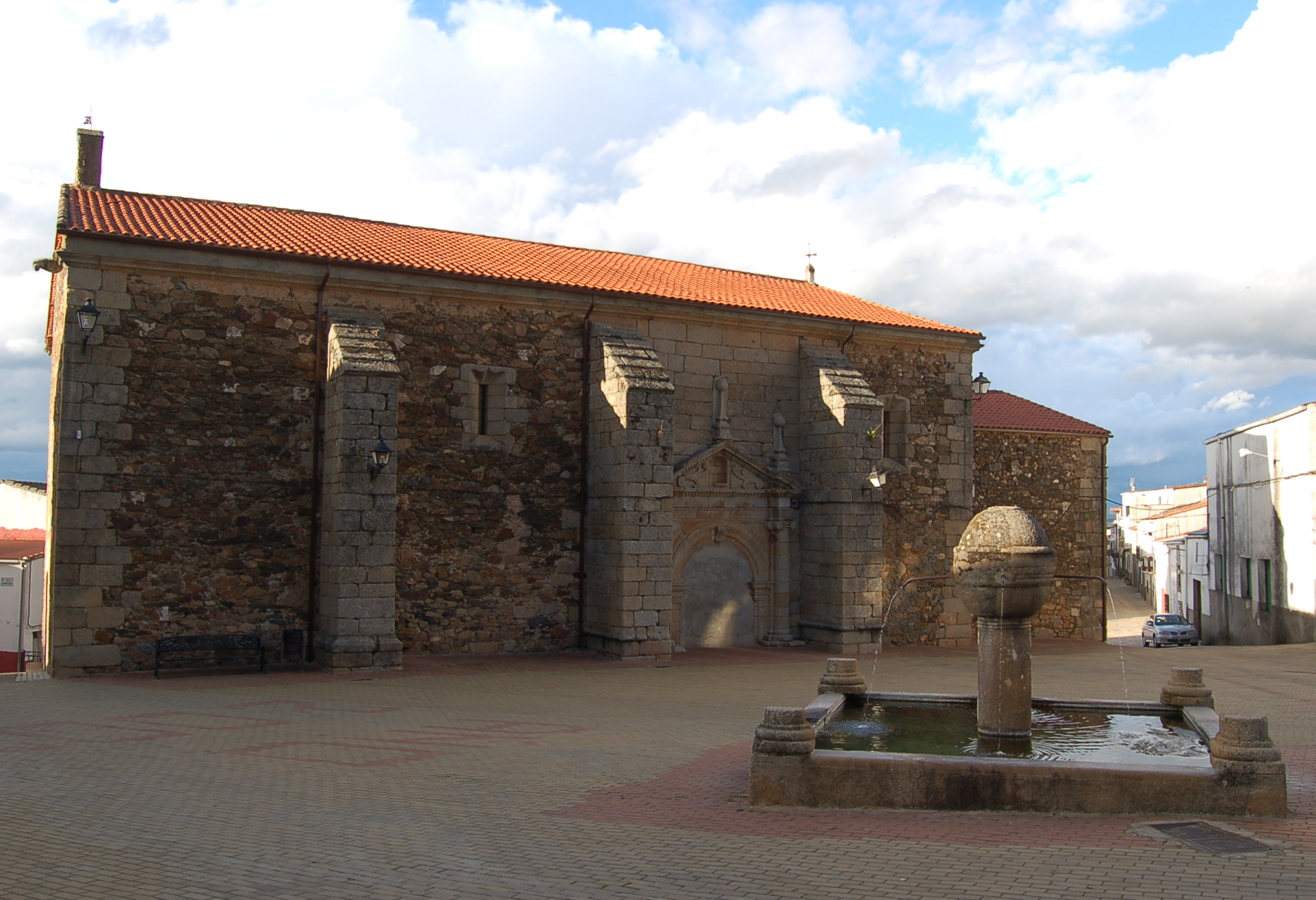
Salvatorkirche
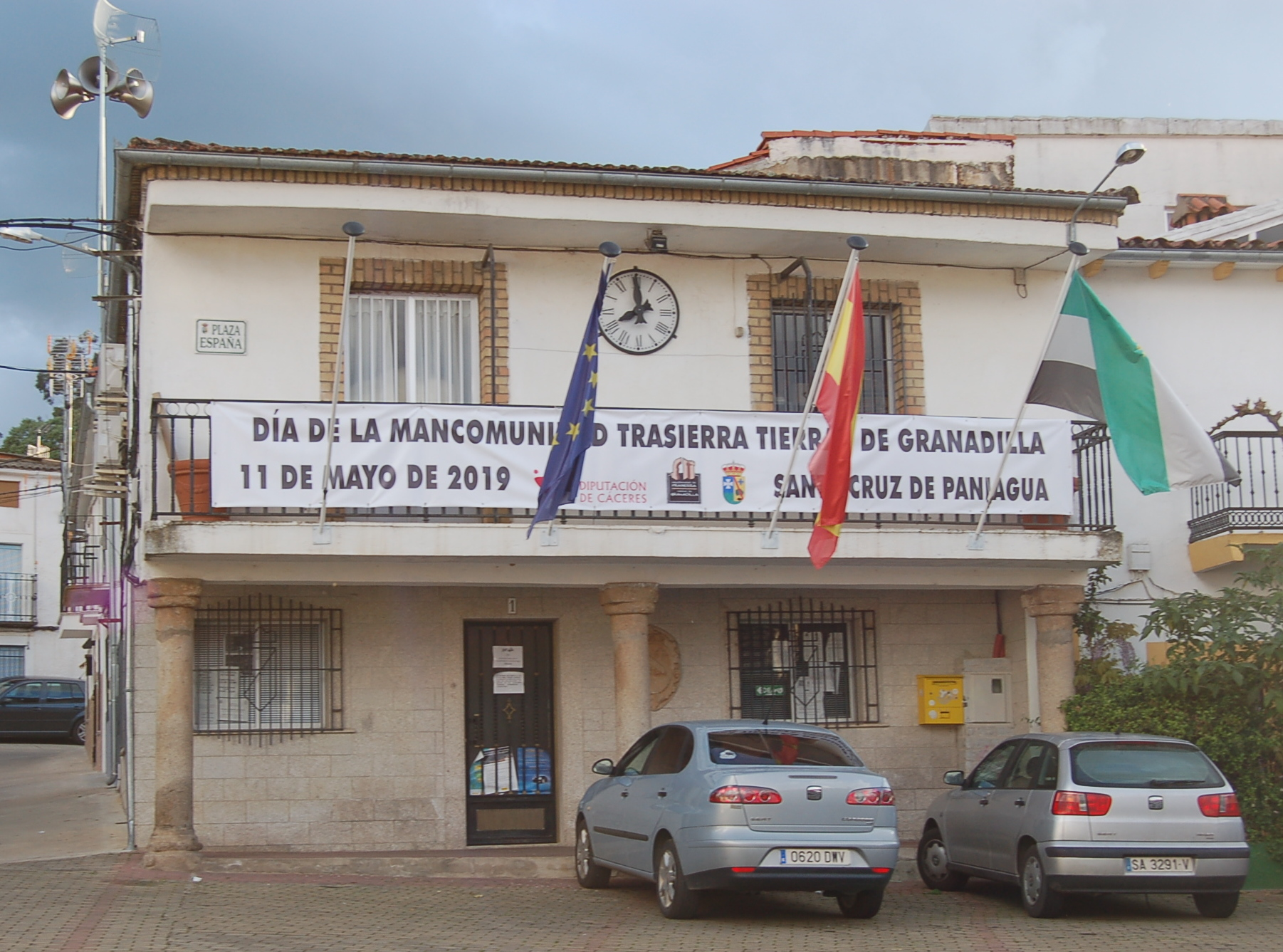
Rathaus

- Väterskapelle
- Christuskapelle
- Magdalenenkirche in El Bronco

- Salvatorkirche
- Rathaus